# Colachi
Le Colachi est un volcan du Chili qui se présente sous la forme d'un stratovolcan couronné par un cratère dans lequel s'inscrit un dôme de lave et culminant à 5 631 mètres d'altitude. Composé d'andésite et de dacite, il s'est édifié sur des terrains formés d'ignimbrites.